# The Ace of Spades (film 1912)
The Ace of Spades è un cortometraggio muto del 1912 diretto da Colin Campbell che ne firma anche la sceneggiatura.

## Produzione
Il film fu prodotto dalla Selig Polyscope Company

## Distribuzione
Distribuito dalla General Film Company, il film - un cortometraggio in una bobina - uscì nelle sale cinematografiche statunitensi il 5 marzo 1912.